# Cobbtown
Cobbtown és una població dels Estats Units a l'estat de Geòrgia. Segons el cens del 2000 tenia 311 habitants.

## Demografia
Segons el cens del 2000, Cobbtown tenia 311 habitants, 139 habitatges, i 91 famílies. La densitat de població era de 176,6 habitants per km².
Dels 139 habitatges en un 23,7% hi vivien nens de menys de 18 anys, en un 48,2% hi vivien parelles casades, en un 13,7% dones solteres, i en un 34,5% no eren unitats familiars. En el 31,7% dels habitatges hi vivien persones soles el 20,1% de les quals corresponia a persones de 65 anys o més que vivien soles. El nombre mitjà de persones vivint en cada habitatge era de 2,24 i el nombre mitjà de persones que vivien en cada família era de 2,78.
Per edats la població es repartia de la següent manera: un 21,2% tenia menys de 18 anys, un 7,7% entre 18 i 24, un 22,2% entre 25 i 44, un 22,5% de 45 a 60 i un 26,4% 65 anys o més.
L'edat mediana era de 44 anys. Per cada 100 dones de 18 o més anys hi havia 76,3 homes.
La renda mediana per habitatge era de 23.571 $ i la renda mediana per família de 31.250 $. Els homes tenien una renda mediana de 25.982 $ mentre que les dones 16.875 $. La renda per capita de la població era de 14.646 $. Entorn del 10,5% de les famílies i el 12,7% de la població estaven per davall del llindar de pobresa.

## Poblacions més properes
El següent diagrama mostra les poblacions més properes.